# بهمان (نهم)
بهمان هي إحدى قرى عزلة عيال صياد بمديرية نهم التابعة لمحافظة صنعاء، بلغ تعداد سكانها 1361 نسمة حسب تعداد اليمن لعام 2004. اقدم اسرة هم بيت مانع وبيت الحاج كانت اكثر حربهم ضد الاتراك وقتل من بيت مانع الكثير ومنهم من في وسط نهم ..